# Contrafactual
En lògica, més particularment en lògica modal i en altres disciplines (història, lingüística, física, economia, cosmologia, etc.) s'anomena contrafactual a tot esdeveniment o a tota situació que no ha succeït en l'univers actualment observable per l'ésser humà, però que s'especula que podria haver succeït si s'haguessin donat determinades circumstàncies. Es diu que els esdeveniments o les situacions contrafactuals formen part d'un univers possible, mentre que els esdeveniments o situacions reals formen part de l'univers fàctic o univers real. Per exemple, al món actual Aristòtil va ser deixeble de Plató, però en altres universos possibles Aristòtil podria no haver estat deixeble de Plató.
Spinoza a la seva obra no accepta el fet contrafactual, és necessitarista (les coses han de succeir necessàriament tal qual succeïxen), per tant accepta només com a possibles les coses del món actual (actualisme). Per la seva banda, Leibniz suposa una situació més laxa. Les posicions sobre aquest tema tenen implicacions en l'ètica, ja que les possibilitats de la llibertat són posades en qüestió i són discutides.